# Grande-Bretagne aux Jeux olympiques d'été de 1928
La Grande-Bretagne participe aux Jeux olympiques d'été de 1928 à Amsterdam. Elle y remporte vingt médailles : trois en or, dix en argent et sept en bronze, se situant à la onzième place des nations au tableau des médailles. Forte d'une délégation de 232 sportifs, les Britanniques s'illustrent principalement en Athlétisme, en Natation et en Aviron.

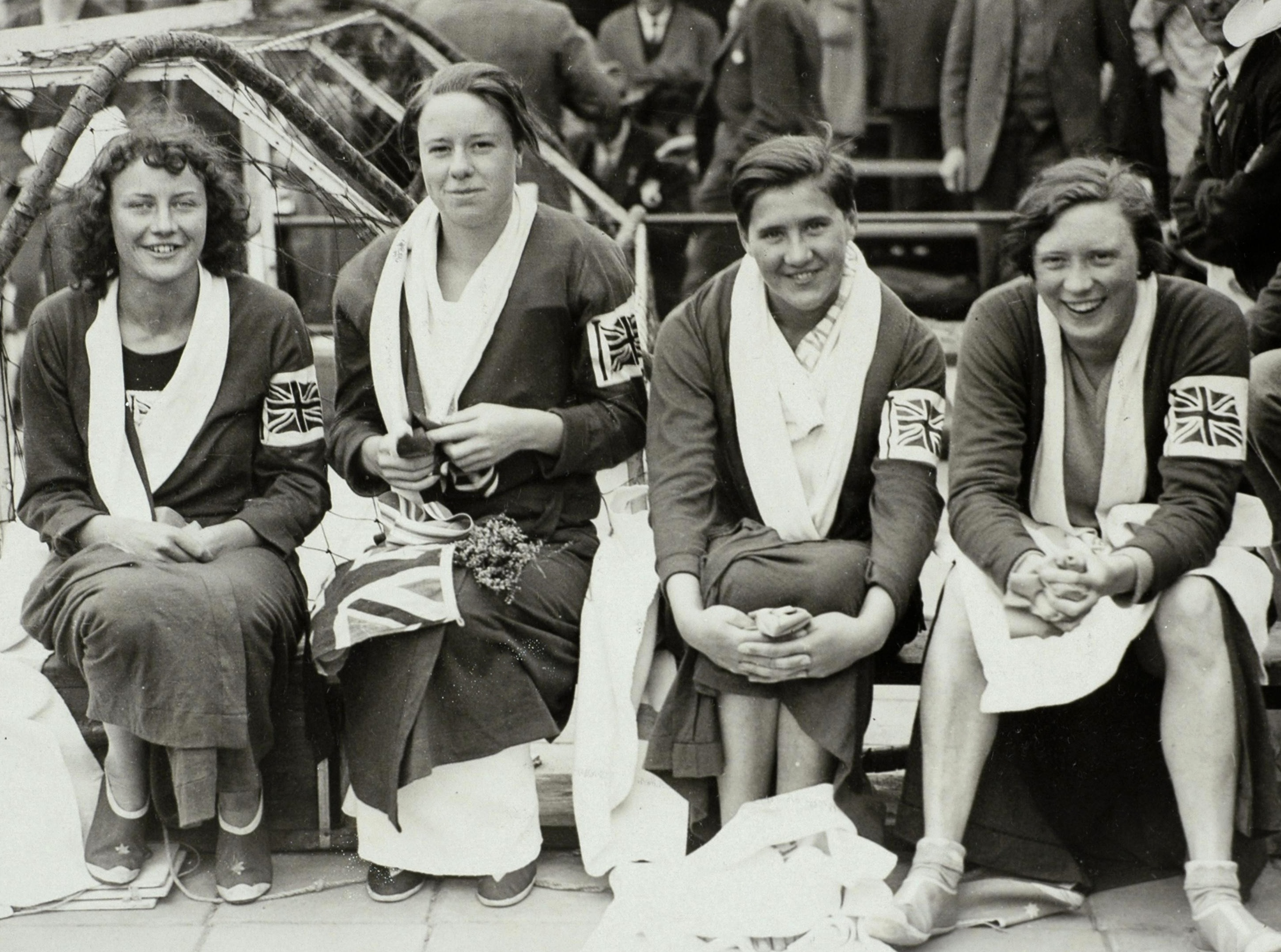
Les nageuses du 4 x 100 m nage libre, vice-championnes olympiques (M. Cooper, E.King, S.Stewart, V. Tanner).

## Médailles
| Médaille                            | Nom | Sport       | Compétition                          |
| ----------------------------------- | --- | ----------- | ------------------------------------ |
| Médaille d'or, Jeux olympiques      | Douglas Lowe | Athlétisme  | 800 m masculin                       |
| Médaille d'or, Jeux olympiques      | David Burghley | Athlétisme  | 400 m haies                          |
| Médaille d'or, Jeux olympiques      | John Lander, Michael Warriner Richard Beesly, Edward Vaughan Bevan | Aviron      | Quatre sans barreur                  |
| Médaille d'argent, Jeux olympiques  | Jack London | Athlétisme  | 100 m masculin                       |
| Médaille d'argent, Jeux olympiques  | Walter Rangeley | Athlétisme  | 200 m masculin                       |
| Médaille d'argent, Jeux olympiques  | Terence O'Brien, Robert Nisbet | Aviron      | Deux sans barreur                    |
| Médaille d'argent, Jeux olympiques  | Jamie Hamilton, Guy Nickalls, John Badcock Donald Gollan, Harold Lane, Gordon Killick Jack Beresford, Harold West, Arthur Sulley (barreur)                             | Aviron      | Huit                                 |
| Médaille d'argent, Jeux olympiques  | Frank Southall | Cyclisme    | Course sur route individuelle        |
| Médaille d'argent, Jeux olympiques  | Jack Lauterwasser, John Middleton, Frank Southall | Cyclisme    | Course sur route par équipes         |
| Médaille d'argent, Jeux olympiques  | Ernest Chambers, John Sibbit | Cyclisme    | Tandem                               |
| Médaille d'argent, Jeux olympiques  | Muriel Freeman | Escrime     | Fleuret féminin individuel           |
| Médaille d'argent, Jeux olympiques  | Ellen King | Natation    | 100 m dos féminin                    |
| Médaille d'argent, Jeux olympiques  | Margaret Cooper, Ellen King Sarah Stewart, Vera Tanner | Natation    | 4 × 100 m nage libre féminin         |
| Médaille de bronze, Jeux olympiques | Cyril Gill, Teddy Smouha Walter Rangeley, Jack London | Athlétisme  | 4 × 100 m masculin                   |
| Médaille de bronze, Jeux olympiques | Theodore Collet | Aviron      | Skiff                                |
| Médaille de bronze, Jeux olympiques | George Southall, Harry Wyld Lew Wyld, Percy Wyld | Cyclisme    | Poursuite par équipes                |
| Médaille de bronze, Jeux olympiques | Annie Broadbent, Lucy Desmond Margaret Hartley, Amy Jagger Queenie Judd, Jessie Kite Marjorie Moreman, Edith Pickles Ethel Seymour, Ada Smith Hilda Smith, Doris Woods | Gymnastique | Concours général par équipes femmes  |
| Médaille de bronze, Jeux olympiques | Samuel Rabin | Lutte       | Lutte libre Poids moyens, 72 - 79 kg |
| Médaille de bronze, Jeux olympiques | Joyce Cooper | Natation    | 100 m nage libre féminin             |
| Médaille de bronze, Jeux olympiques | Joyce Cooper | Natation    | 100 m dos féminin                    |